# کریم شاه خان
کریم شاه خان (۱۲۹۸-اواخر دههٔ ۱۳۶۰) از نقاشان برجستهٔ افغانستان بود.

## زندگی
او در کابل به دنیا آمد و از دانش‌آموختگان مکتب «اعدادیه» است. از آثارش می‌توان به سکیچ حیوانات اهلی و وحشی اشاره کرد که از سوی وزارت معارف به چاپ رسیده‌است. او در اواخر دههٔ شصت در کابل درگذشت.
او را در کنار کسانی مثل محمد میمنگی، عبدالغفور برشنا، غلام محی‌الدین شبنم، حفیظ پاکزاد و اکبر خراسانی از نقاشان دوران دوم طلائی رئالیسم در افغانستان می‌دانند.